# Округ Добромиль
Округ Добро́миль (нем. Bezirk Dobromil, Добромильский уезд, пол. Powiat dobromilski) — административная единица коронной земли Королевства Галиции и Лодомерии в составе Австро-Венгрии, существовавшая в 1867—1918 годах. Административный центр — Добромиль.
Изначально был создан Округ Бирча, однако 30 сентября 1876 года его административный центр был перенесён в Добромиль
Площадь округа в 1879 году составляла 9,165 квадратных миль (527,35 км2), а население 53 186 человек. Округ насчитывал 104 поселений, организованные в 94 кадастровых муниципалитета. На территории округа действовало 2 районных суда — в Добромиле и Бирче.
В течение 1915 года уезд входил в состав Перемышльской губернии, образованной на занятой русскими войсками территории Австро-Венгрии.